# 當克維爾 (伊利諾伊州)
當克維爾（英語：Donkville）是位於美國伊利諾伊州麥迪遜縣的一個非建制地區。該地的面積和人口皆未知。

## 地理
當克維爾的座標為38°41′50″N 89°58′46″W / 38.69722°N 89.97944°W，而該地的平均海拔高度為157米（即515英尺）。